# Matang, Tibet
Matang (kinesiska: 麻塘, 麻塘乡) är en socken i Kina. Den ligger i den autonoma regionen Tibet, i den sydvästra delen av landet, omkring 250 kilometer nordost om regionhuvudstaden Lhasa.
Genomsnittlig årsnederbörd är 1 047 millimeter. Den regnigaste månaden är juni, med i genomsnitt 210 mm nederbörd, och den torraste är december, med 6 mm nederbörd.